# 东当归
东当归（学名：Angelica acutiloba）为伞形科当归属的植物。分布于日本以及中国大陆的湖北等地，属中国原产的植物（非从国外引种）。

## 别名
延边当归、日本当归（吉林）

## 外部連結
- 日本當歸, Ribendanggui（页面存档备份，存于） 藥用植物圖像數據庫 (香港浸會大學中醫藥學院) （繁體中文）（英文）